# Jarina-Nunatak
Der Jarina-Nunatak ist ein Nunatak im ostantarktischen Viktorialand. Er ragt 11 km westnordwestlich des Hauptgipfels des Trinity-Nunatak inmitten des Mawson-Gletschers auf.
Das Advisory Committee on Antarctic Names benannte ihn 1964 nach Lieutenant Commander Michael Peter Jarina (1919–2008), Pilot der in Antarktika eingesetzten Flugstaffel VX-6 der United States Navy im Jahr 1962.